# Trisomía 9
La trisomía 9 es una enfermedad poco frecuente que se caracteriza por que existen 3 copias del cromosoma 9 en lugar de las 2 habituales. Se incluye dentro de las aneuploidías o enfermedades en las que está alterado el número de cromosomas. La aneuploidía más frecuente es la trisomía 21 o síndrome de Down.

## Descripción
La trisomía 9 puede afectar a todas las células del organismo, en cuyo caso se denomina trisomía 9 pura, o ser un mosaicismo en el que algunas células presentan la dotación cromosómica normal y otras no. El 92% de los niños con trisomía 9 pura fallecen entre los 4 y 9 meses del embarazo, produciéndose un aborto espontáneo, solo se han descrito en la literatura médica un reducido número de casos que hayan alcanzado el periodo postnatal, alrededor de 40 hasta el año 2003. Los mosaicismos sin embargo tienen mayor probabilidad de supervivencia.
Los niños afectados presentan diversas malformaciones que afectan a varios órganos, algunos rasgos externos son similares a los de la trisomía 18 - Síndrome de Edwars - y la trisomía 13 - Síndrome de Patau -. Las malformaciones más habituales consisten en alteraciones oculares, ojos separados - hipertelorismo -, estrabismo, microftalmía y hendiduras palpebrales pequeñas. Malformaciones de manos, pies, corazón, genitales, riñón y sistema nervioso central son habituales, así como la existencia de retraso mental importante.
El diagnóstico se obtiene al realizar un cariotipo en los casos sospechosos por presentar alguna de las anomalías descritas, la mayoría de los diagnósticos corresponden a estudios post mortem de fetos procedentes de abortos espontáneos. El diagnóstico antenatal es posible cuando se sospecha la afección por alguna anomalía detectada en ecografías realizada en la segunda mitad del embarazo, la confirmación precisa de cariotipo de una muestra obtenida por amniocentesis o cordocentesis.

## Trisomía parcial
Se incluye en este apartado un grupo de trastornos heterogéneos en los que únicamente un fragmento del cromosoma 9 está triplicado, por lo que las malformaciones son de menor gravedad y el individuo puede alcanzar la edad adulta. Una de las variantes es la trisomia 9p, en la que está triplicada una sección del brazo corto del cromosoma 9, estos pacientes presentan a veces características similares a las del síndrome de Coffin–Siris.